# Roriz (Santo Tirso)
Roriz é uma vila portuguesa sede da Freguesia de Roriz do Município de Santo Tirso, freguesia com 5,94 km² de área e 3308 habitantes (censo de 2021), tendo, assim, uma densidade populacional de 556,9 hab./km².
A povoação de Roriz foi elevada à categoria de vila em 2011.

## História
Constituiu o couto de Roriz até ao liberalismo. Foi extinto nessa época passando a pertencer ao concelho de São Tomé de Negrelos onde permaneceu até à supressão deste, em meados do século XIX.
É uma região que se caracteriza pelos seus dois mosteiros de clausura: o Mosteiro de Singeverga, onde residem os monges beneditinos; e o Mosteiro de Roriz, um convento de freiras beneditinas.
No Mosteiro de Singeverga é produzido o afamado licor de Singeverga e no Mosteiro de Roriz são produzidas as deliciosas Bolachas das Freiras, feitas segundo o método mais tradicional, feitas à mão. Estes dois excelentes produtos fazem uma perfeita ligação quer no uso como aperitivo, quer como lanche.
Foi elevada à categoria de vila em 6 de abril de 2011, por unanimidade de votos da Assembleia da República.

## Demografia
A população registada nos censos foi:
| Distribuição da População por Grupos Etários | Distribuição da População por Grupos Etários | Distribuição da População por Grupos Etários | Distribuição da População por Grupos Etários | Distribuição da População por Grupos Etários |
| -------------------------------------------- | -------------------------------------------- | -------------------------------------------- | -------------------------------------------- | -------------------------------------------- |
| Ano                                          | 0-14 Anos                                    | 15-24 Anos                                   | 25-64 Anos                                   | > 65 Anos                                    |
| 2001                                         | 663                                          | 589                                          | 2033                                         | 439                                          |
| 2011                                         | 522                                          | 437                                          | 2135                                         | 571                                          |
| 2021                                         | 356                                          | 351                                          | 1813                                         | 788                                          |

## História
Vasco Afonso, foi Senhor da Torre de Rabelo e da Quinta de Lobão. Foi também Senhor da Torre do Couto, neste antigo julgado de Roriz (extinto concelho de Negrelos).

## Património
- Igreja de São Pedro de Roriz
- Citânia de Roriz
- Igreja de Santa Maria de Negrelos
- Casa do Mosteiro
- Mosteiro de Singeverga
- Mosteiro de Roriz